# Institut colombien d'anthropologie et d'histoire
L’Institut Colombien d'Anthropologie et d'Histoire, ou ICANH (espagnol : Instituto Colombiano de Antropología e Historia) est une agence gouvernementale scientifique et technique affiliée au Ministère de la Culture colombien chargée de la recherche, de la production et de la diffusion de savoir sur les thèmes de l'anthropologie, l'archéologie et l'histoire coloniale ainsi que de la protection du patrimoine archéologique et ethnographique de la Colombie.

## Monument national

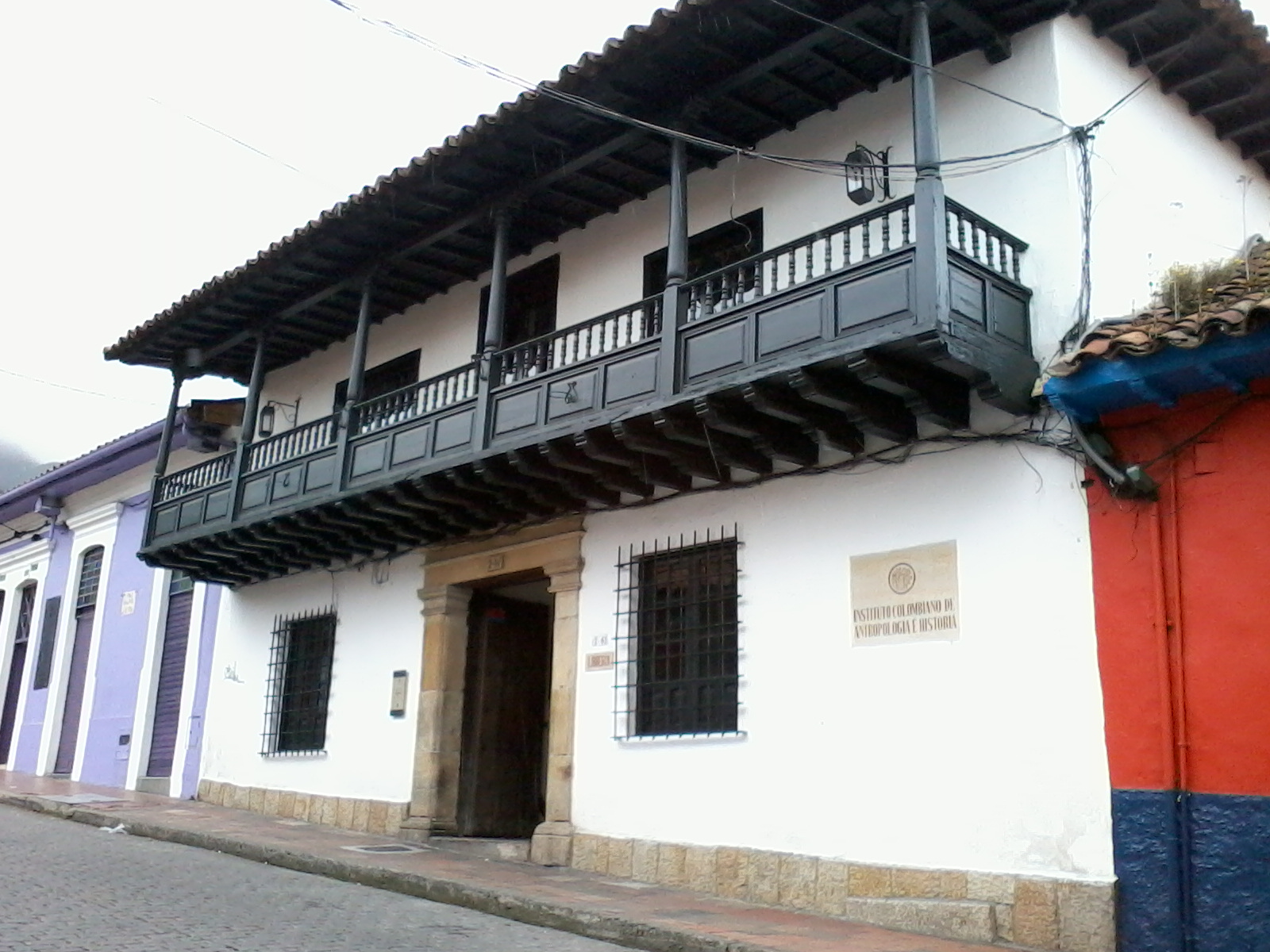
Siège de l'ICANH, déclaré monument national en 2004.

Le siège de l'ICANH, situé sur la calle 12 no 2-41 à Bogota, est déclaré monument national selon la résolution 1640 24-XI-2004.